# 范滄榕
范滄榕（1918年12月25日—1947年3月7日），台灣宜蘭人，牙醫師，西元1932年畢業於宜蘭公學校第31屆，西元1940年畢業於東京市錦成中學校，於日本東京慶應義塾大學齒科部醫學院畢業，返台後於高雄開設「高島齒科診所」。

## 生平
范滄榕出身宜蘭，父親為范阿成，入贅到王家，任職台灣銀行的職員，後來擔任宜蘭市信用合作社，也曾當選日治時期的民選宜蘭街協議員。母親王烏毛，人稱「鳥毛姨仔」，一個女人做三種生意:布行、銀樓、裁縫店等，每一行的生意，都經營得有聲有色。范家共有五男七女，長男王金茂 （由於父親范阿成入贅故從母姓）、二男范金沺、三男范滄榕、四男范滄淵、五男范培滋、范滄榕家中排行為三哥。
這個日治時期宜蘭市著名的銀樓家族，有一個特色：重男輕女，王烏毛總共生了五男、七女，兒子們都受高等教育，尤其是長子、次子、三子都是到東京唸中學，皆是慶應大學醫科，七個女子全部送給人家做養女。因為抽豬母稅的關係，范家兄弟長男從母姓，姓王，其餘的姓范，三個兒子應該是終戰後才回到台灣，長男王金茂戰後歷任各省立基隆醫院、台南醫院院長、台灣省衛生處處長、衛生署長。次子范金沺回台後一直在省立宜蘭醫院任職，1972-1982擔任省立宜蘭醫院院長。
范滄榕於西元1942年8月8日結婚，配偶范李嬌出生於西元1922年8月11日，育有女兒范渥子與兒子范明達共2名子女。
范滄榕與兄長王金茂、范金沺皆留學日本東京慶應義塾大學，其中范滄榕為東京慶應義塾大學齒科部醫學院，返台後成為牙醫師，於高雄開設「高島齒科診所」，據說他可能是因為娶了老婆，因而到高雄發展。其實不然，范阿成把女兒出養後，又收養了幾個媳婦仔，作為兒子未來的妻子，1928年6歲的范李氏嬌進入范家，1942年和范滄榕結婚。范滄榕遇難後，范李氏嬌一直住在范家，看起來沒有隨范滄榕到高雄發展。
范滄榕於1947年二二八事件當中，以內亂為案由，遭判決處刑，於1947年3月7日死亡享年29歲。遇難後，因找不到他的屍骸，無法申報死亡，家人在宜蘭幫他報失蹤人口，以行方不明西元1950年10月22日代報遷出註銷，直到10年後宣告於西元1960年10月22日死亡。

## 遇害
1947年3月3日起至3月7日期間，彭孟緝於高雄鎮壓民眾。范滄榕與時任市長黃仲圖、高雄市參議會議長彭清靠、凃光明、曾豐明等人為減少動亂、居間調停，故在3月5日時向彭孟緝請願，他們於下午2時持民間條件上山會見彭孟緝，彭孟緝不予接見。
彭孟緝決意於7日凌晨鎮壓高雄市動亂，故假借談判方式拖延一天時間，才表示可以考慮提出的條件，希望范滄榕眾人於3月6日再行前往談判。 6日上午9時，范滄榕等人上山談判，提出和平條款9條。彭司令卻怒斥暴徒荒謬，並大呼來人將范滄榕、凃光明、曾豐明一一搜身，以暴動首領為由逮捕。下午二時，彭孟緝開始攻擊市政府、火車站、高雄第一中學。而范滄榕等人在3月7日時被警總以「暴動意圖顛覆政府依據而著手實行」為由槍斃。

## 外部連結
- 財團法人二二八事件紀念基金會 （页面存档备份，存于）
- 台北二二八紀念館 （页面存档备份，存于）
- 二二八事件檔案資料庫 （页面存档备份，存于）
- 高雄市立歷史博物館 （页面存档备份，存于）